# 小行星6776
小行星6776（6776 Dix）是一颗绕太阳运转的小行星，为主小行星带小行星。该小行星于1989年4月6日发现。

## 轨道参数
小行星6776的轨道半长轴为2.5777121 UA，离心率为0.157。